# Стіл (округ, Північна Дакота)
Шаблон:StateAbbr_ 47°28′ пн. ш. 97°43′ зх. д. / 47.46° пн. ш. 97.72° зх. д.
Округ  Стіл (англ. Steele County) — округ (графство) у штаті  Північна Дакота, США. Ідентифікатор округу 38091.

## Історія
Округ утворений 1883 року.

## Демографія
За даними перепису 
2000 року 
загальне населення округу становило 2258 осіб, усе сільське.
Серед мешканців округу чоловіків було 1168, а жінок — 1090. В окрузі було 923 домогосподарства, 635 родин, які мешкали в 1231 будинках.
Середній розмір родини становив 3,01.
Віковий розподіл населення поданий у таблиці:
| Стать    | До 15 років | 15-21 | 22-29 | 30-39 | 40-49 | 50-65 | 65-85 | Понад 85 |
| -------- | ----------- | ----- | ----- | ----- | ----- | ----- | ----- | -------- |
| Чоловіки | 236         | 124   | 68    | 136   | 179   | 205   | 201   | 19       |
| Жінки    | 239         | 93    | 60    | 125   | 162   | 189   | 200   | 22       |

## Суміжні округи
- Гранд-Форкс — північ
- Трейлл — схід
- Кесс — південний схід
- Барнс — південний захід
- Гріггс — захід
- Нелсон — північний схід

## Виноски
1. ↑  US Decennial Census. US Census Bureau. Процитовано 1 лютого 2015.
2. ↑  Historical Census Browser. University of Virginia Library. Архів оригіналу за 11 серпня 2012. Процитовано 1 лютого 2015.
3. ↑  Forstall, Richard L., ред. (20 квітня 1995). Population of Counties by Decennial Census: 1900 to 1990. US Census Bureau. Процитовано 1 лютого 2015.
4. ↑  Census 2000 PHC-T-4. Ranking Tables for Counties: 1990 and 2000 (PDF). US Census Bureau. 2 квітня 2001. Процитовано 1 лютого 2015.
5. ↑  State & County QuickFacts. Бюро перепису населення США. Архів оригіналу за 7 червня 2011. Процитовано 1 листопада 2013. [Архівовано 2011-06-07 у Wayback Machine.](англ.) Наведено за англійською вікіпедією.
6. ↑  American FactFinder. Бюро перепису населення США. Архів оригіналу за 26 лютого 2012. Процитовано 31 січня 2008. [Архівовано 2008-05-21 у Wayback Machine.]

| США | Це незавершена стаття з географії США. Ви можете допомогти проєкту, виправивши або дописавши її. |